# Mỹ Thủy
Mỹ Thủy là một xã thuộc huyện Lệ Thủy, tỉnh Quảng Bình, Việt Nam.

## Địa lý
Xã Mỹ Thủy cách huyện lỵ thị trấn Kiến Giang khoảng 4 km về phía bắc, có vị trí địa lý:
- Phía nam và đông nam giáp các xã Trường Thủy, Thái Thủy
- Phía bắc giáp xã Liên Thủy và xã Xuân Thủy
- Phía tây giáp xã Xuân Thủy và xã Mai Thủy ranh giới là sông Kiến Giang.
- Phía đông giáp xã Dương Thủy

Xã Mỹ Thủy có diện tích 13,85 km², dân số năm 2019 là 4.692 người, mật độ dân số đạt 339 người/km².

## Hành chính
Xã Mỹ Thủy được chia thành 5 thôn: Thuận Trạch, Mỹ Hà, Mỹ Sơn, Mỹ Trạch, Thống Nhất.

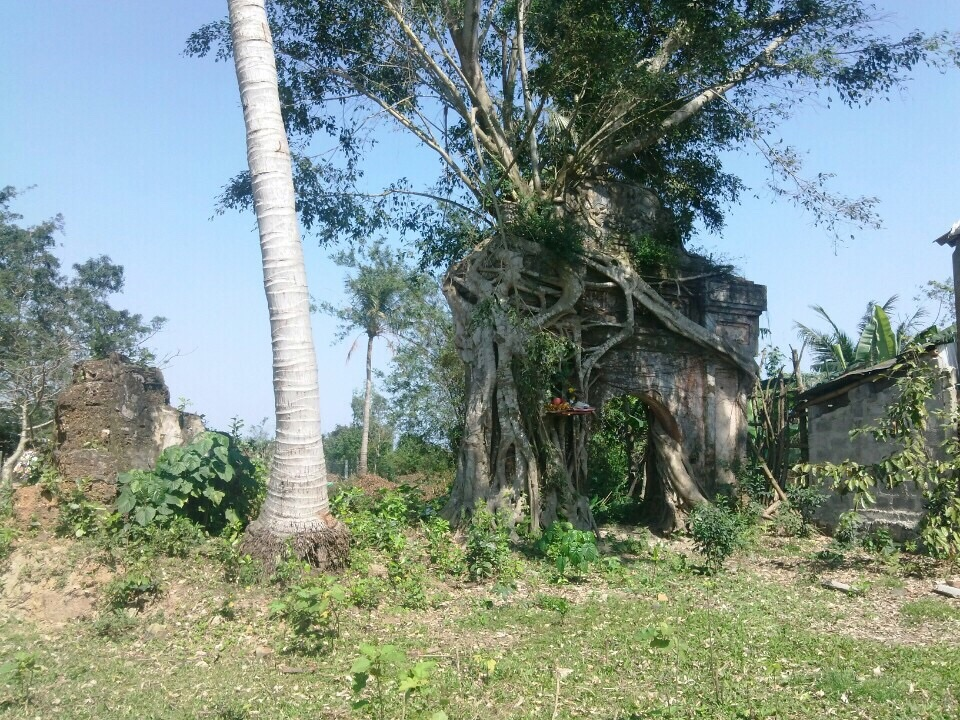
Phế tích chùa Hoằng Phúc tại Thuận Trạch

## Lịch sử
Thời chúa Nguyễn, Thuận Trạch có tên là An Trạch thuộc tổng An Trạch, huyện Lệ Thủy, phủ Quảng Bình xứ Thuận Hóa. Phường An Trạch xưa là nơi đóng Dinh Trạm.
Năm 1947, ở bên đường sắt chạy qua đây thuộc thôn Mỹ Trạch đã xảy ra vụ thảm sát Mỹ Trạch do quân đội Pháp thực hiện với 320 nạn nhân, phần lớn là người già, phụ nữ và trẻ em.

## Giao thông
Xã có hệ thống đường giao thông nông thôn được rải nhựa. Đường sắt Bắc-Nam chạy qua đây, có ga Mỹ Trạch.